# Kleinwangen
Kleinwangen är en ort i kommunen Hohenrain i kantonen Luzern i Schweiz. Den ligger cirka 16 kilometer norr om Luzern. Orten har cirka 600 invånare (2023).